# Fidan Aghayeva-Edler

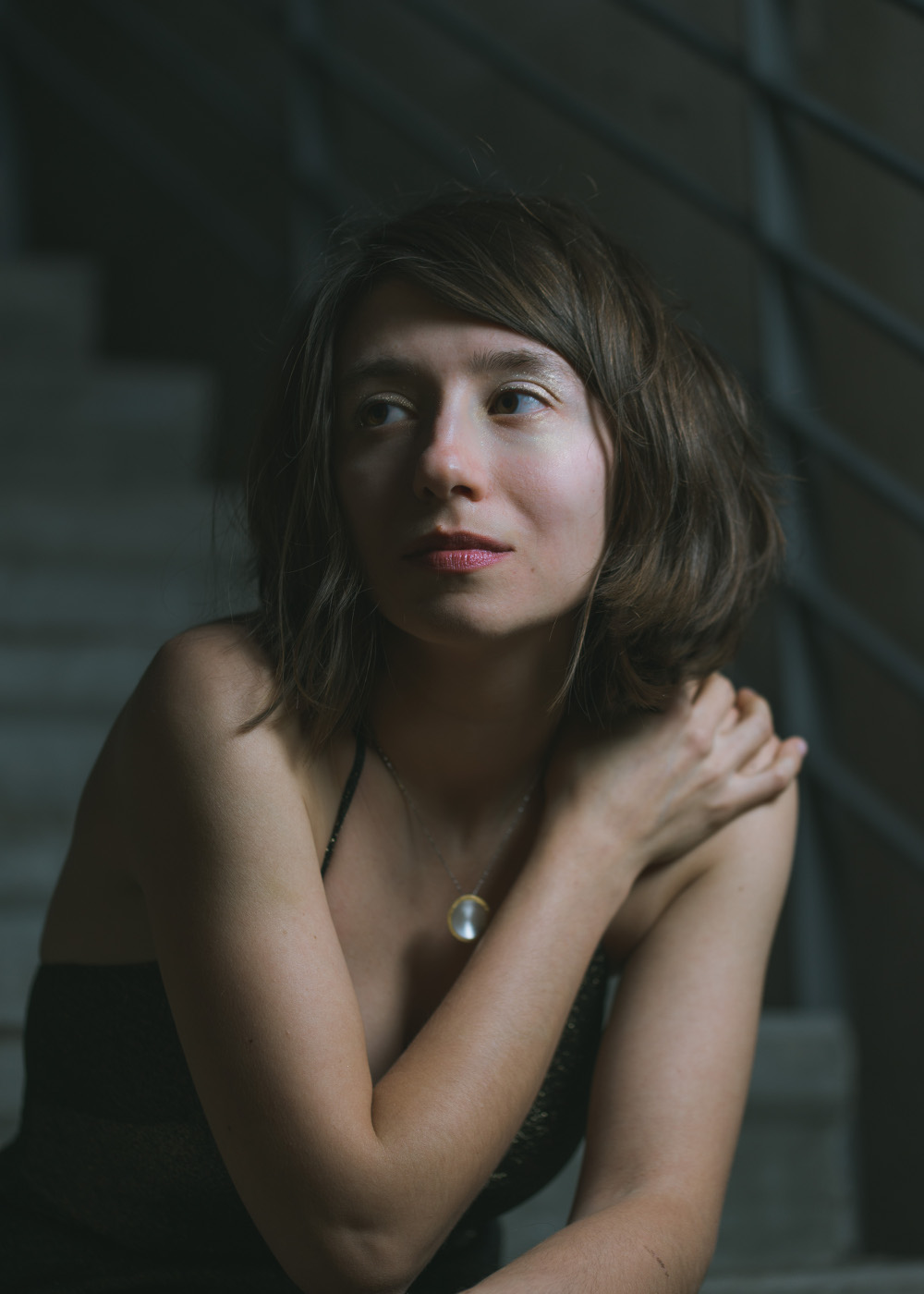
Fidan Aghayeva-Edler 2019

Fidan Aghayeva-Edler (aserbaidschanisch Fidan Ağayeva-Edler; * in Baku, Aserbaidschan) ist eine aserbaidschanische Pianistin.

## Ausbildung
Fidan Aghayeva spielte bereits als Siebenjährige auf dem Konzertpodium, mit elf Jahren trat sie erstmals mit einem Sinfonieorchester auf, mit dem sie das Klavierkonzert d-Moll von Mozart aufführte.
Von 2006 bis 2009 studierte sie bei Oqtay Abaskuliev an der Musikakademie Baku.
Das Masterstudium schloss sie 2011 bei Einar Röttingen an der Grieg Akademiet in Bergen (Norwegen) ab.
Das Konzertexamen legte sie nach dem Studium (2013 bis 2016) bei Jochen Köhler an der Universität Halle-Wittenberg ab.
Sie belegte Meisterkurse bei Leif Ove Andsnes, Josep Colom, Jerome Loewenthal, Marino Formenti, Brian Moll, Peter Donohoe.

## Projekte
Sie ist oft bei Festivals zu Gast, u. a. dem Impuls Festival, Borealis Festival, "Sobiraem Druzey", ICPA Festival. Auftritte führten sie u. a. zum Konzerthaus Berlin, Philharmonie Berlin, Grieghalle Bergen, Waldbühne Berlin, Rachmaninovs Saal des Moskauer Konservatoriums.
Im Jahr 2014 spielte sie in Simeon ten Holts Canto Ostinato für vier Klaviere eines der vier Instrumente. Das Konzert wurde live im Radio auf MDR Kultur gesendet.
Fidan Aghayeva-Edler widmet sich leidenschaftlich der Gerechtigkeit gegenüber vergessener Komponistinnen. Die Wiederentdeckung der NS-verfolgten Komponistinnen (wie u. a. Verdina Shlonsky, Hanning Schröder, Ursula Mamlok) bildet den Kern ihrer Bühnenpräsenz. Sie ist aktiv in der zeitgenössischen Musikszene Berlins, wo sie Musik von Komponistinnen unterstützt.
2019 trat sie zum zweiten Mal im Rahmen der Reihe Unerhörte Musik mit Musik Berliner Komponistinnen im BKA Berlin auf. Im März 2019 erschien ihre erste Solo-CD Verbotene Klänge unter dem Label Kreuzberg Records. Die Produktion wurde von der Dwight und Ursula Mamlok-Stiftung gefördert.  CD-Abschnitte wurden beim Bayerischen Rundfunk, im RBB Kulturradio, Goethe Klassikcast und im Deutschlandfunk übertragen. Im Jahr 2019 spielte sie in Dominik Grafs Spielfilm Fabian – Der Gang vor die Hunde eine Kabarett-Pianistin aus dem Jahr 1931.
Sie lebt in Berlin.

## Veröffentlichungen
- Vanitas & Seven Sisters (2024)
- Fenster (2022)
- The Black Garden (2020)
- Twenty (2020)
- CD Verbotene Klänge: Sechs Suiten (2019)
- Klavierwerke (2016)